# Asarcik
Asarcik là một huyện thuộc tỉnh Samsun, Thổ Nhĩ Kỳ. Huyện có diện tích 232 km² và dân số thời điểm năm 2007 là 19207 người, mật độ 83 người/km².